# Goose Bumps
Goose Bumps（グース・バンプス）は日本のR&Bヒップホップユニットである。
2000年結成。2004年R and Cよりメジャーデビュー。現在活動休止中。Goose Bumpsとは「鳥肌」の意。

## メンバー
- つばき（1977年7月14日 - ）ボーカル
- サイトウ（1975年4月25日 - ）MC
- DELA（1977年6月21日 - ）キーボード
- RYU（1976年3月3日 - ）DJ

## ディスコグラフィー

### シングル
- アイミスユー（2004年11月25日）ダウンタウンDXエンディングテーマ
- OK!アタシらしく（2005年5月25日）
- Bye Bye My Love（2005年8月24日）

### アルバム
- Goose Bumps I（2004年5月19日）
- Goose Bumps 2（2005年9月28日）